# Садкино
Садкино — упразднённый посёлок в Сосновском районе Тамбовской области. Входил в Верхнеярославский сельсовет. Исключен из учётных данных в 2017 году.

## История
Посёлок Садкино впервые упоминается в переписи 1926 года. В нём было 33 хозяйства с населением 226 человек (мужчин — 110, женщин — 116).

## География
Располагается в 3-х км от Верхней Ярославки со стороны хозяйственных построек бывшего 4-го отделения совхоза «Верхнеярославский»
Абсолютная высота 161 метров выше уровнем моря.

## Население
| 2010 |
| ---- |
| 0    |

По переписи 1926 года было 33 хозяйства с населением 226 человек (мужчин — 110, женщин — 116).
По спискам сельскохозяйственного налога на 1928-29 гг. в Садкино насчитывалось 40 хозяйств с населением 238 человек.
В настоящее время в поселке нет постоянного населения.

## Инфраструктура
Нет данных.

## Транспорт
Проселочные дороги.